# Ghiacciaio Dater
Il ghiacciaio Dater (in inglese: Dater Glacier) è un ampio ghiacciaio vallivo lungo circa 39 km e largo da 2 a 6, situato sulla costa di Zumberge, nella parte occidentale della Terra di Ellsworth, in Antartide. In particolare, il ghiacciaio, il cui punto più alto si trova a circa 3.000 m s.l.m., si trova sul versante orientale della catena principale della dorsale Sentinella, nelle Montagne di Ellsworth. Qui, a partire dal fianco orientale del massiccio Vinson, il ghiacciaio fluisce verso nord-est, scorrendo tra le cime Sullivan, a nord, e la dorsale Veregava, a sud, fino ad unire il proprio flusso a quello del ghiacciaio Ellen e ad entrare nel flusso di ghiaccio Rutford, poco a nord delle colline Flowers. Lungo il suo corso, il flusso del ghiacciaio Dater è arricchito da quello di molti altri ghiacciai suoi tributari, tra cui, il  l'Hansen, il Berisade, l'Orizari, l'Hinkley e lo Strinava.

## Storia
Il ghiacciaio Dater è stato scoperto dallo squadrone VX-6 della marina militare statunitense (USN) una serie di voli di ricognizione fotografica effettuati il 14 e il 15 dicembre 1959. Grazie a queste fotografie il ghiacciaio è stato poi mappato dallo United States Geological Survey e così battezzato dal Comitato consultivo dei nomi antartici in onore di Henry M. Dater, membro dello staff della forza di supporto navale statunitense in Antartide.